# Toguna (groupe)
Pour les articles homonymes, voir Toguna (homonymie).
 (décembre 2010).
Si vous disposez d'ouvrages ou d'articles de référence ou si vous connaissez des sites web de qualité traitant du thème abordé ici, merci de compléter l'article en donnant les références utiles à sa vérifiabilité et en les liant à la section « Notes et références ».
Toguna est un groupe de pop rock reggae français, formé en 2001 à l'île de La Réunion par le chanteur guitariste Sîla.
Avec 3 albums studio publiés et un DVD live, Toguna est aujourd'hui un des grands groupes de l'océan Indien, élu Meilleur groupe en 2008 aux Trophées des arts afro-caribéens au théâtre du châtelet à Paris et en 2012 aux Voix de l'océan indien. Avec des tournées de festivals dans le monde entier, États-Unis, Australie, Japon, France, Allemagne, Suisse, Angleterre, Jersey, Afrique du Sud, Madagascar, Réunion, Maurice et des concerts dans des grandes salles et festivals (Estival Jazz Lugano (Suisse), SXSW (États-Unis), Boomtwon (UK), Fiesta des suds (France), Francofolies de la Rochelle (France), Printemps de bourges (France), Sakifo (Reunion), Nancy jazz pulsations (France)...

## Composition du groupe depuis 2014
- Sîla : chant, guitare acoustique, guitare slide, auteur compositeur
- Daoud Latchoumane :chant, kayamb, cajón
- Kingsley Dinnaram (†) : guitare 12 cordes, guitare électrique, chœur
- Didier Ker'grain : basse
- Vincent Bellec : batterie

## 1erAlbum-Sans frontières
C'est en 2007 que Toguna sort son premier album auto-produit Sans frontières.
Repéré, l’album va sortir ainsi au Japon sur le label Metacompany en novembre 2008 et en licence sur le label Sakifo Records en décembre 2008 qui sortira l'album en France avec le label Wagram

## 2em album-In colors
Le 2e opus In colors a été enregistré à Londres en juin 2010 avec des invités.
Sur cet album, Toguna chante en anglais et en créole .
Coproduit par le label Sakifo Records, In colors sortira en juin 2011 dans les bacs en France et au Japon.
Le groupe fera une tournée.

## 3em album-The Sweet Life Experience
Sorti le 13 octobre 2014, ce troisième album est composé et écrit par Sila.

## DVD live au Théâtre st gilles
Après une tournée d'été en Europe, le groupe joue pour la première fois au Théâtre st gilles à la Réunion le 8 novembre 2014; le concert au théâtre est enregistré et filmé live, sur une seule soirée, et sortira un film ; Produit par Derives productions, le film concert sort en DVD en 2015 et connait une diffusion sur France Ô, Reunion 1re ainsi qu'une avant première sur grand écran au cinéma cinépalmes de st marie (Reunion).
le groupe fera une tournée en Europe en été 2015, avec des festivals en France et en Angleterre dont le Boomtown (UK).

## Récompenses
Toguna remporte le césaire du Meilleur groupe de l’année aux Trophées des arts afro-caribéens le 23 septembre 2008 au Théâtre du Châtelet à Paris.
En juin 2012, Toguna est élu meilleur groupe de l'Océan Indien dans la catégorie pop/rock/électro/reggae
.

## Discographie

### Albums Studio
- 2007 : Sans Frontières
- 2011 : In colors
- 2014: The Sweet Life Experience

### DVD
2015: DVD live au leThéâtre St gilles